# بوينغ إي-4
بوينغ إي-4 (بالإنجليزية: Boeing E-4) هي طائرة قيادة متقدمة محمولة جوا، تديرها القوات الجوية الأمريكية (USAF)، أنتجت في الولايات المتحدة. من صناعة بوينغ. وهيكل الطائرة مأخوذ ومعدل من طراز بوينغ 747-200بي، وصنع خصيصا ليكون مركز قيادة محمول جوا لهيئة القيادة الوطنية، وهم رئيس الولايات المتحدة ووزير الدفاع ونوابهم، وتستخدم وتدار بشكل أساسي من قبل القوات الجوية الأمريكية. دخلت الخدمة في 1974، ومازالت في الخدمة حتى الآن. صنع منها أربع طائرات، ويتم تشغيلها أربعة من قبل سرب القيادة الأولى المحمولة جوا، والتابع للجناح 55، والمتمركز في قاعدة أوفوت للقوات الجوية، بالقرب من أوماها، نبراسكا وسعر الطائرة الواحدة منها هو 223 مليون دولار (1998).